# Храм Рождества Пресвятой Богородицы (Брянск)
Храм Рождества́ Пресвято́й Богоро́дицы — храм Русской православной церкви в г. Брянске. Расположен в исторической части города, в парке-музее имени А. К. Толстого, в створе улицы Ромашина (бывшей Полевой).

## История

### Деревянный храм
Храм был построен как кладбищенская церковь, при располагавшемся здесь же центральном городском кладбище.
Территория под кладбище была отведена в 1771 году за счёт части загородного пустыря, позднее использовавшегося как торговая площадь (она носила разные названия — Сенная, Щепная, Ярмарочная, но более известна как Полевая). В связи с этим, кладбищенская церковь также неофициально именовалась «Полевой» церковью.
Первый храм при этом кладбище был освящён в 1774 году. Это был старый деревянный храм, перевезённый из села Полпино (к тому времени в Полпине уже был сооружён каменный храм). В качестве кладбищенского он был переосвящён в честь Преображения Господня. Название «Преображенское» утвердилось и за кладбищем. В 1798 году храм заново перекрыли и отремонтировали.
Деревянный Преображенский храм стоял на другом месте, в центральной части кладбища.

### Каменный храм
8 сентября 1823 года город Брянск посетил император Александр I, остановившийся в доме купца Афанасия Бабаева. В память этого знаменательного события А. А. Бабаев начал строительство каменного кладбищенского храма взамен ветхого Преображенского. Точная дата освящения храма была указана на дубовой доске, прибитой к решётке у хор:
По Высочайшему повелению Государя Императора Николая I-го освящена сия церковь 1827 года, июня 1-го дня, построенная в память пребывания в городе Брянске Императора Александра I-го 1823 г., сентября 8 дня. Попечением Брянского купца Афанасия Алексеева Бабаева.
В 1831 году в трапезной части храма был освящён придельный алтарь во имя Святого Александра Невского — небесного покровителя императора Александра.
На расстоянии 6 метров от основного здания была возведена отдельно стоящая колокольня. Пристройкой двухэтажной трапезной, предпринятой после 1840 года по проекту архитектора Богданова, обе постройки были слиты в единую композицию.

### Судьба здания в советское и последующее время
Старушка закрестилась на спортзал.
Я ей сказал: 

— Там никакой святыни!
Там брусья, турники и кольца стынут... —
Она ответила:  

— Мне ведомо, что там,
но для меня и стены эти — храм.
В 1926 году городские власти определили здание храма Рождества Богородицы, который продолжал оставаться действующим, для переоборудования под морг. В Постановлении Президиума Брянского Губисполкома от 28 апреля 1927 года о закрытии церкви и передаче её для целей Губздрава указано:
Ввиду того, что надобность для верующих в кладбищенской церкви, с закрытием кладбища, миновала, что имеющееся наличие в Брянске церквей вполне сможет удовлетворить религиозные нужды группы верующих, а также имея в виду острый жилищный кризис в Брянске и невозможность подыскания под "Морг" другого помещения, согласиться с постановлением Горсовета о закрытии указанной церкви и использованием её под "Морг".
Во 2 половине XX и начале XXI века, вплоть до возвращения храма верующим, здание использовалась как спортзал общества «Динамо» и с середины 1990-х годов оставалось единственным церковным зданием в городе, не переданным Русской Православной Церкви. 19 сентября 2005 года храм был официально передан Брянской епархии, а 21 сентября того же года Епископ Брянский и Севский Феофилакт в день престольного праздника Рождества Пресвятой Богородицы совершил в храме первую Божественную Литургию. В 2006-2009 гг. произведён необходимый ремонт и реставрация здания.

## Архитектура
Образец бесстолпных купольных храмов позднего классицизма, единственное в Брянске культовое сооружение этого стиля. Компактное по объёмной композиции здание сооружено из кирпича и оштукатурено. Основной кубический объём завершён куполом. На боковых сторонах в слабо выступающих ризалитах с щипцами устроены крупные арочные ниши. Такие же ниши и щипцовые фронтоны украшают торцы прямоугольного алтаря с кровлей на два ската и более длинной трапезной (заменила аналогичный алтарю притвор). В нишах (за исключением восточной) находились порталы с полукруглыми проёмами второго света. От прежнего убранства фасадов сохранилась ленточная рустовка боковых пилонов ниш.
В интерьере основное помещение храма имеет срезанные углы, в которых размещены полукруглые в плане арочные ниши. Завершённое сферическим куполом, оно очень выразительно; широкие арки соединяют его с алтарем и трапезной. В арочных нишах у входа находились установленные при сооружении здания гипсовые, покрытые чёрным лаком бюсты посещавших Брянск императоров Петра I и Александра I (не сохранились).:151-152
Колокольня (также не сохранилась) делилась по высоте на три яруса; верхний увенчивался высоким шпилем на куполке. Нижний ярус окружали двенадцать трехчетвертных дорических колонн.
В ходе послевоенной реставрации здания, в 1947 году ряд оконных проемов был заложен, а фасады частично приобрели новый декор. В 1955 году по проекту архитектора А. Е. Певцова на куполе была возведена бельведерная надстройка, обрамлённая пятиконечными звездами (демонтирована в 2007 году, при восстановлении первоначального облика храма).